# تريفيليو
تريفيجليو هي بلدة وكومونا تقع في مقاطعة بيرغامو، لومبارديا، شمال إيطاليا. يبلغ عدد سكان البلدة حوالي 29،924 نسمة.